# José Manuel Quina
José Manuel Quina est un skipper portugais né le 3 octobre 1934 à Campo Grande (Lisbonne).

## Carrière
José Manuel Quina obtient une médaille d'argent olympique de voile en classe Star aux Jeux olympiques d'été de 1960 de Rome.